# Дельта Дуная
Де́льта Дуна́я — вторая по величине речная дельта в Европе после дельты Волги. Площадь 4152 км², из которых 3446 км² (83,0 %) находятся в пределах Румынии, остальное (17,0 %) находится на Украине.
Площадь дельты постоянно колеблется: из-за наносных отложений она выдвигается на восток в среднем на 40 м в год. Из-за этого ряд поселений, на момент основания располагавшихся в непосредственной близости от Чёрного моря, теперь находятся на значительном удалении от него. К примеру, современное расстояние от города Вилково, основанного в 1746 году, до моря составляет уже более 6 километров по Очаковскому гирлу по данным за 2005 год. Из-за заиления одних русел и образования других, линия фарватера основных рукавов реки изменчива, а потому является причиной территориальных споров между Румынией с одной стороны и ранее СССР, а ныне Украиной с другой.

## История

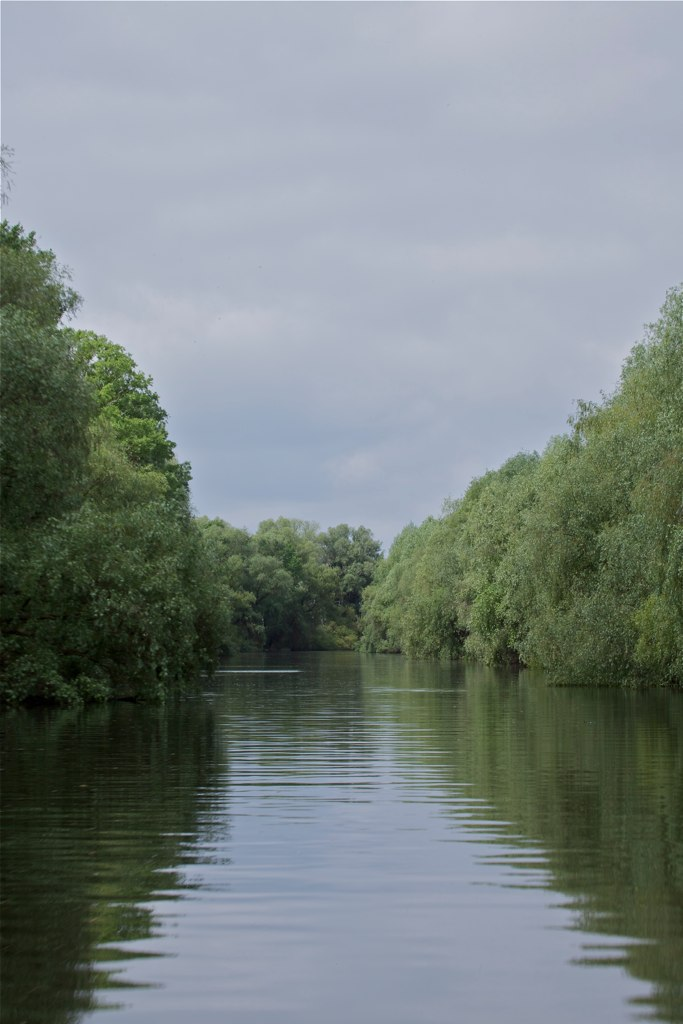
Дельта Дуная

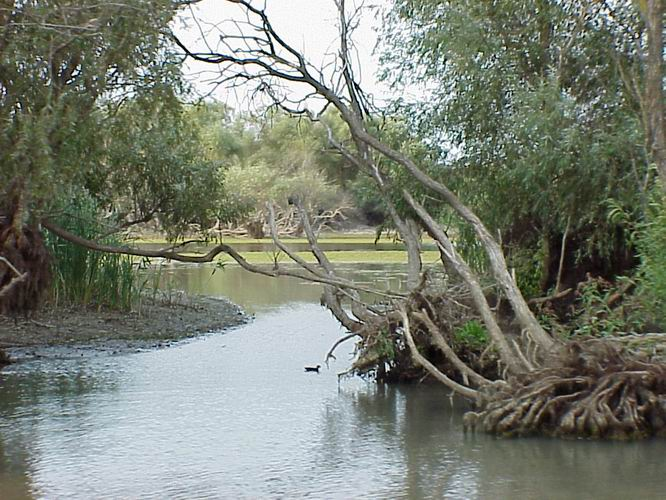
Дунайская дельта — место гнездования аистов

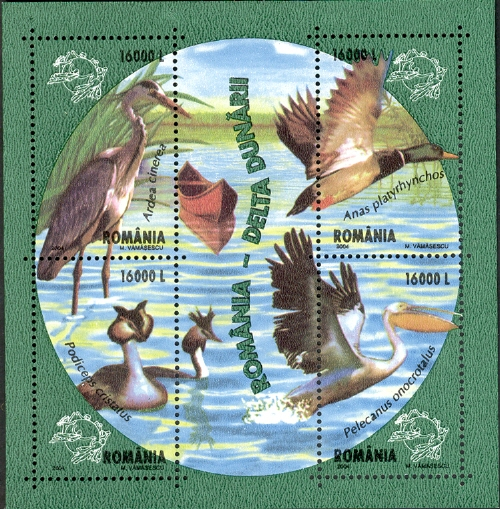
Птицы дельты Дуная: Серая цапля (Ardea cinerea), Кряква (Anas platyrhynchos), Розовый пеликан (Ardea cinerea), Большая поганка (Podiceps cristatus). Марка Румынии, 2004.

В Новое время дельта Дуная, имеющая важное стратегическое значение, стала причиной территориальных споров между несколькими государствами. Так, в 1770—1774 годах, в ходе очередной русско-турецкой войны, Подунавье находилось в составе Российской империи. Адрианопольский мирный договор 1829 года передал Российской империи площадь всей дельты реки Дунай. Однако уже 1856 году, по итогам Крымской войны, вся Южная Бессарабия, прилегавшая к Дунаю и нижнему течению реки Прут, вошла в состав Молдавского княжества, объединившегося в 1859 году с Валашским княжеством в составе государства Румыния. Большая часть самой дельты при этом была возвращена Османской империи. Берлинский трактат 1878 года вернул Южную Бессарабию России вплоть до Килийского гирла. Большая же часть дельты (83 %) была передана объединённой Румынии, которая получила независимость от Османской империи. Дельта и прилегающие к ней черноморские территории продолжали оставаться предметом территориальных споров между Румынией и СССР, а затем и Украиной.

## География
Дельта Дуная болотиста, прорезана густой сетью рукавов и озёр. Вершина дельты находится возле мыса Измаильский Чатал на расстоянии 80 км от гирла, где основное русло Дуная сначала распадается на Килийское и Тульчинское. Через 17 км ниже по течению Тульчинское гирло разделяется на Георгиевское гирло и Сулинское гирло, которые впадают в Чёрное море по отдельности, создавая вторичные дельты.
Килийское гирло в границах территории Украины создаёт так называемую Килийскую дельту, которая является наиболее быстротечной частью дельты Дуная. Большая часть дельты Дуная покрыта плавнями — это второй по площади массив подобного ландшафта в Европе (уступает только плавням в дельте Волги).

## Экология
Дельта состоит под национальной охраной с 1938 года, а в 1991 году румынская часть была признана ЮНЕСКО в качестве объекта Всемирного природного наследия. Килийское гирло протекает по Одесской области Украины; на нём — Дунайский биосферный заповедник.
В 1979 году был создан биосферный резерват «Дельта Дуная», который включал часть дельты на территории Румынии. В 1992 году резерват был расширен, а в 1998 году он стал трансграничным после того, как в его состав вошёл Дунайский биосферный заповедник на территории Украины.
Угрозу природе дельты могут представлять румынские и украинские судоходные каналы.